# Ski de fond aux Jeux olympiques de 2018 – Sprint femmes
Navigation
Sotchi 2014 Pékin 2022
L'épreuve féminine de sprint de ski de fond des Jeux olympiques d'hiver de 2018 a eu lieu le 13 février 2018 au Centre de biathlon et de ski de fond d'Alpensia.

## Médaillées
| Or                    | Argent                           | Bronze                          |
| Stina Nilsson (Suède) | Maiken Caspersen Falla (Norvège) | Yulia Belorukova (Russie (OAR)) |

## Résultats

### Qualifications
| Rang | Dossard | Athlète                  | Nationalité        | Temps         | Retard          | Note |
| ---- | ------- | ------------------------ | ------------------ | ------------- | --------------- | ---- |
| 1    | 12      | Stina Nilsson            | Suède              | 3 min 08 s 74 | —               | Q    |
| 2    | 7       | Maiken Caspersen Falla   | Norvège            | 3 min 09 s 13 | + 0 s 39        | Q    |
| 3    | 3       | Krista Pärmäkoski        | Finlande           | 3 min 12 s 30 | + 3 s 56        | Q    |
| 4    | 6       | Hanna Falk               | Suède              | 3 min 12 s 54 | + 3 s 80        | Q    |
| 5    | 5       | Katja Višnar             | Slovénie           | 3 min 15 s 24 | + 6 s 50        | Q    |
| 6    | 19      | Natalia Nepryaeva        | Russie (OAR)       | 3 min 15 s 65 | + 6 s 91        | Q    |
| 7    | 15      | Jessica Diggins          | États-Unis         | 3 min 15 s 76 | + 7 s 02        | Q    |
| 8    | 22      | Ida Ingemarsdotter       | Suède              | 3 min 16 s 06 | + 7 s 32        | Q    |
| 9    | 4       | Sadie Bjornsen           | États-Unis         | 3 min 16 s 12 | + 7 s 38        | Q    |
| 10   | 16      | Heidi Weng               | Norvège            | 3 min 16 s 28 | + 7 s 54        | Q    |
| 11   | 9       | Anamarija Lampič         | Slovénie           | 3 min 16 s 57 | + 7 s 83        | Q    |
| 12   | 18      | Sophie Caldwell          | États-Unis         | 3 min 17 s 06 | + 8 s 32        | Q    |
| 13   | 8       | Ingvild Flugstad Østberg | Norvège            | 3 min 17 s 35 | + 8 s 61        | Q    |
| 14   | 1       | Anna Dyvik               | Suède              | 3 min 17 s 99 | + 9 s 25        | Q    |
| 15   | 10      | Yulia Belorukova         | Russie (OAR)       | 3 min 18 s 26 | + 9 s 52        | Q    |
| 16   | 13      | Sandra Ringwald          | Allemagne          | 3 min 18 s 43 | + 9 s 69        | Q    |
| 17   | 11      | Kathrine Harsem          | Norvège            | 3 min 18 s 48 | + 9 s 74        | Q    |
| 18   | 20      | Gaia Vuerich             | Italie             | 3 min 19 s 01 | + 10 s 27       | Q    |
| 19   | 34      | Johanna Matintalo        | Finlande           | 3 min 19 s 04 | + 10 s 30       | Q    |
| 20   | 24      | Nadine Fähndrich         | Suisse             | 3 min 19 s 42 | + 10 s 68       | Q    |
| 21   | 17      | Laurien van der Graaff   | Suisse             | 3 min 19 s 62 | + 10 s 88       | Q    |
| 22   | 30      | Justyna Kowalczyk        | Pologne            | 3 min 20 s 00 | + 11 s 26       | Q    |
| 23   | 49      | Kateřina Beroušková      | République tchèque | 3 min 20 s 09 | + 11 s 35       | Q    |
| 24   | 26      | Kerttu Niskanen          | Finlande           | 3 min 20 s 48 | + 11 s 74       | Q    |
| 25   | 42      | Katharina Hennig         | Allemagne          | 3 min 22 s 64 | + 13 s 90       | Q    |
| 26   | 28      | Elisabeth Schicho        | Allemagne          | 3 min 23 s 26 | + 14 s 52       | Q    |
| 27   | 46      | Anna Shevchenko          | Kazakhstan         | 3 min 23 s 27 | + 14 s 53       | Q    |
| 28   | 29      | Lucia Scardoni           | Italie             | 3 min 23 s 32 | + 14 s 58       | Q    |
| 29   | 2       | Alenka Čebašek           | Slovénie           | 3 min 23 s 38 | + 14 s 64       | Q    |
| 30   | 25      | Aino-Kaisa Saarinen      | Finlande           | 3 min 24 s 02 | + 15 s 28       | Q    |
| 31   | 31      | Alena Procházková        | Slovaquie          | 3 min 24 s 61 | + 15 s 87       |      |
| 32   | 23      | Greta Laurent            | Italie             | 3 min 25 s 54 | + 16 s 80       |      |
| 32   | 21      | Ida Sargent              | États-Unis         | 3 min 25 s 80 | + 17 s 06       |      |
| 34   | 44      | Emily Nishikawa          | Canada             | 3 min 26 s 75 | + 18 s 01       |      |
| 35   | 45      | Yulia Tikhonova          | Biélorussie        | 3 min 27 s 19 | + 18 s 45       |      |
| 36   | 14      | Hanna Kolb               | Allemagne          | 3 min 27 s 84 | + 19 s 10       |      |
| 37   | 47      | Sylwia Jaśkowiec         | Pologne            | 3 min 27 s 94 | + 19 s 20       |      |
| 38   | 37      | Ewelina Marcisz          | Pologne            | 3 min 28 s 11 | + 19 s 37       |      |
| 39   | 50      | Tatjana Mannima          | Estonie            | 3 min 28 s 57 | + 19 s 83       |      |
| 40   | 40      | Anastasia Kirillova      | Biélorussie        | 3 min 28 s 98 | + 20 s 24       |      |
| 41   | 38      | Polina Seronosova        | Biélorussie        | 3 min 29 s 44 | + 20 s 70       |      |
| 42   | 33      | Dahria Beatty            | Canada             | 3 min 29 s 77 | + 21 s 03       |      |
| 43   | 36      | Karolina Grohová         | République tchèque | 3 min 30 s 91 | + 22 s 17       |      |
| 44   | 39      | Alisa Zhambalova         | Russie (OAR)       | 3 min 31 s 53 | + 22 s 79       |      |
| 45   | 52      | Petra Hynčicová          | République tchèque | 3 min 32 s 03 | + 23 s 29       |      |
| 46   | 27      | Aurore Jéan              | France             | 3 min 32 s 45 | + 23 s 71       |      |
| 47   | 43      | Valiantsina Kaminskaya   | Biélorussie        | 3 min 32 s 80 | + 24 s 06       |      |
| 48   | 35      | Jessica Yeaton           | Australie          | 3 min 33 s 01 | + 24 s 27       |      |
| 49   | 59      | Li Xin                   | Chine              | 3 min 33 s 61 | + 24 s 87       |      |
| 50   | 32      | Lisa Unterweger          | Autriche           | 3 min 34 s 29 | + 25 s 55       |      |
| 51   | 48      | Cendrine Browne          | Canada             | 3 min 34 s 30 | + 25 s 56       |      |
| 52   | 41      | Nika Razinger            | Slovénie           | 3 min 35 s 11 | + 26 s 37       |      |
| 53   | 64      | Barbora Klementová       | Slovaquie          | 3 min 38 s 0  | + 29 s 26       |      |
| 54   | 57      | Tetyana Antypenko        | Ukraine            | 3 min 38 s 56 | + 29 s 82       |      |
| 55   | 56      | Elena Kolomina           | Kazakhstan         | 3 min 39 s 22 | + 30 s 48       |      |
| 56   | 58      | Maryna Antsybor          | Ukraine            | 3 min 40 s 17 | + 31 s 43       |      |
| 57   | 60      | Chi Chunxue              | Chine              | 3 min 42 s 70 | + 33 s 96       |      |
| 58   | 63      | Aimee Watson             | Australie          | 3 min 44 s 87 | + 36 s 13       |      |
| 59   | 53      | Mathilde-Amivi Petitjean | Togo               | 3 min 45 s 93 | + 37 s 19       |      |
| 60   | 61      | Valeriya Tyuleneva       | Kazakhstan         | 3 min 47 s 27 | + 38 s 53       |      |
| 61   | 62      | Timea Sara               | Roumanie           | 3 min 48 s 84 | + 40 s 10       |      |
| 62   | 51      | Patrīcija Eiduka         | Lettonie           | 3 min 49 s 70 | + 40 s 96       |      |
| 63   | 55      | Casey Wright             | Australie          | 3 min 48 s 80 | + 41 s 06       |      |
| 64   | 54      | Vedrana Malec            | Croatie            | 3 min 54 s 76 | + 46 s 02       |      |
| 65   | 67      | Gabrijela Skender        | Croatie            | 3 min 56 s 23 | + 47 s 49       |      |
| 66   | 66      | Antoniya Grigorova       | Bulgarie           | 3 min 59 s 77 | + 51 s 03       |      |
| 67   | 65      | Ju Hye-ri                | Corée du Sud       | 4 min 11 s 92 | + 1 min 03 s 18 |      |
| 68   | 68      | Samaneh Beyrami Baher    | Iran               | 4 min 47 s 91 | + 1 min 39 s 17 |      |

### Quarts de finale

#### Quart de finale 1
| Rang | Dossard | Athlète             | Nationalité | Temps         | Retard    | Note |
| ---- | ------- | ------------------- | ----------- | ------------- | --------- | ---- |
| 1    | 1       | Stina Nilsson       | Suède       | 3 min 10 s 90 | —         | Q    |
| 2    | 3       | Krista Pärmäkoski   | Finlande    | 3 min 11 s 97 | + 1 s 07  | Q    |
| 3    | 11      | Anamarija Lampič    | Slovénie    | 3 min 12 s 46 | + 1 s 56  | LL   |
| 4    | 17      | Kathrine Harsem     | Norvège     | 3 min 14 s 87 | + 3 s 97  |      |
| 5    | 30      | Aino-Kaisa Saarinen | Finlande    | 3 min 19 s 18 | + 8 s 28  |      |
| 6    | 27      | Anna Shevchenko     | Kazakhstan  | 3 min 23 s 56 | + 12 s 66 |      |

#### Quart de finale 2
| Rang | Dossard | Athlète                | Nationalité | Temps         | Retard    | Note |
| ---- | ------- | ---------------------- | ----------- | ------------- | --------- | ---- |
| 1    | 2       | Maiken Caspersen Falla | Norvège     | 3 min 11 s 98 | —         | Q    |
| 2    | 12      | Sophie Caldwell        | États-Unis  | 3 min 12 s 39 | + 0 s 41  | Q    |
| 3    | 8       | Ida Ingemarsdotter     | Suède       | 3 min 14 s 58 | + 2 s 60  |      |
| 4    | 5       | Katja Višnar           | Slovénie    | 3 min 20 s 49 | + 8 s 51  |      |
| 5    | 28      | Lucia Scardoni         | Italie      | 3 min 22 s 49 | + 10 s 51 |      |
| 6    | 29      | Alenka Čebašek         | Slovénie    | 3 min 30 s 87 | + 18 s 89 |      |

#### Quart de finale 3
| Rang | Dossard | Athlète             | Nationalité        | Temps         | Retard    | Note |
| ---- | ------- | ------------------- | ------------------ | ------------- | --------- | ---- |
| 1    | 4       | Hanna Falk          | Suède              | 3 min 11 s 08 | —         | Q    |
| 2    | 7       | Jessica Diggins     | États-Unis         | 3 min 11 s 24 | + 0 s 16  | Q    |
| 3    | 16      | Sandra Ringwald     | Allemagne          | 3 min 13 s 76 | + 2 s 68  |      |
| 4    | 20      | Nadine Fähndrich    | Suisse             | 3 min 14 s 82 | + 3 s 84  |      |
| 5    | 24      | Kerttu Niskanen     | Finlande           | 3 min 19 s 84 | + 8 s 76  |      |
| 6    | 23      | Kateřina Beroušková | République tchèque | 3 min 27 s 43 | + 16 s 35 |      |

#### Quart de finale 4
| Rang | Dossard | Athlète           | Nationalité  | Temps         | Retard   | Note |
| ---- | ------- | ----------------- | ------------ | ------------- | -------- | ---- |
| 1    | 15      | Yulia Belorukova  | Russie (OAR) | 3 min 14 s 29 | —        | Q    |
| 2    | 10      | Heidi Weng        | Norvège      | 3 min 15 s 68 | + 1 s 39 | Q    |
| 3    | 9       | Sadie Bjornsen    | États-Unis   | 3 min 16 s 75 | + 2 s 46 |      |
| 4    | 19      | Johanna Matintalo | Finlande     | 3 min 16 s 92 | + 2 s 63 |      |
| 5    | 18      | Gaia Vuerich      | Italie       | 3 min 21 s 75 | + 7 s 36 |      |
| 6    | 26      | Elisabeth Schicho | Allemagne    | 3 min 24 s 26 | + 9 s 97 |      |

#### Quart de finale 5
| Rang | Dossard | Athlète                  | Nationalité  | Temps         | Retard   | Note |
| ---- | ------- | ------------------------ | ------------ | ------------- | -------- | ---- |
| 1    | 6       | Natalia Nepryaeva        | Russie (OAR) | 3 min 11 s 78 | —        | Q    |
| 2    | 21      | Laurien van der Graaff   | Suisse       | 3 min 12 s 15 | + 0 s 37 | Q    |
| 3    | 14      | Anna Dyvik               | Suède        | 3 min 13 s 09 | + 1 s 31 | LL   |
| 4    | 13      | Ingvild Flugstad Østberg | Norvège      | 3 min 14 s 87 | + 3 s 09 |      |
| 5    | 22      | Justyna Kowalczyk        | Pologne      | 3 min 17 s 47 | + 5 s 69 |      |
| 6    | 25      | Katharina Hennig         | Allemagne    | 3 min 19 s 15 | + 7 s 77 |      |

### Demi-finales

#### Demi-finale 1
| Rang | Dossard | Athlète                | Nationalité | Temps         | Retard   | Note |
| ---- | ------- | ---------------------- | ----------- | ------------- | -------- | ---- |
| 1    | 1       | Stina Nilsson          | Suède       | 3 min 10 s 52 | —        | Q    |
| 2    | 2       | Maiken Caspersen Falla | Norvège     | 3 min 10 s 55 | + 0 s 03 | Q    |
| 3    | 4       | Hanna Falk             | Suède       | 3 min 11 s 14 | + 0 s 62 | LL   |
| 4    | 12      | Sophie Caldwell        | États-Unis  | 3 min 11 s 32 | + 0 s 80 |      |
| 5    | 3       | Krista Pärmäkoski      | Finlande    | 3 min 12 s 04 | + 1 s 52 |      |
| 6    | 14      | Anna Dyvik             | Suède       | 3 min 15 s 77 | + 5 s 25 |      |

#### Demi-finale 2
| Rang | Dossard | Athlète                | Nationalité  | Temps         | Retard   | Note |
| ---- | ------- | ---------------------- | ------------ | ------------- | -------- | ---- |
| 1    | 15      | Yulia Belorukova       | Russie (OAR) | 3 min 10 s 12 | —        | Q    |
| 2    | 7       | Jessica Diggins        | États-Unis   | 3 min 10 s 72 | + 0 s 60 | Q    |
| 3    | 6       | Natalia Nepryaeva      | Russie (OAR) | 3 min 10 s 72 | + 0 s 60 | Q    |
| 4    | 11      | Anamarija Lampič       | Slovénie     | 3 min 13 s 95 | + 3 s 83 |      |
| 5    | 21      | Laurien van der Graaff | Suisse       | 3 min 15 s 65 | + 5 s 53 |      |
| 6    | 10      | Heidi Weng             | Norvège      | 3 min 16 s 22 | + 6 s 10 |      |

### Finale
| Rang                                | Dossard | Athlète                | Nationalité  | Temps         | Retard    | Note |
| ----------------------------------- | ------- | ---------------------- | ------------ | ------------- | --------- | ---- |
| Médaille d'or, Jeux olympiques      | 1       | Stina Nilsson          | Suède        | 3 min 03 s 84 | —         |      |
| Médaille d'argent, Jeux olympiques  | 2       | Maiken Caspersen Falla | Norvège      | 3 min 06 s 87 | + 3 s 03  |      |
| Médaille de bronze, Jeux olympiques | 15      | Yulia Belorukova       | Russie (OAR) | 3 min 07 s 21 | + 3 s 37  |      |
| 4                                   | 6       | Natalia Nepryaeva      | Russie (OAR) | 3 min 12 s 98 | + 9 s 14  |      |
| 5                                   | 4       | Hanna Falk             | Suède        | 3 min 15 s 00 | + 11 s 16 |      |
| 6                                   | 7       | Jessica Diggins        | États-Unis   | 3 min 15 s 07 | + 11 s 23 |      |